# Nižná Kamenica
Nižná Kamenica (maďarsky Alsókemence) je obec v okrese Košice-okolí na Slovensku.

## Historie
První písemná zmínka o obci pochází z roku 1347, kdy byla obec uváděna jako villa Kemenche. V roce 1427 zde bylo 31 port. Poté se začala obec vylidňovat v důsledku bojů uherských velmožů s bratříky, epidemie cholery, rolnického povstání (1514) a v důsledku tureckých vpádů (od roku 1529). V roce 1553 zde pak byly jen 4 porty. V roce 1828 zde bylo 57 domů a 406 obyvatel, kteří byli zaměstnáni jako povozníci, dřevorubci a zemědělci.

## Památky
- kalvínský kostel[5]
- zámeček (kaštel) Forgáchovců[6]
- zámecký park
- kamenný most